# Обряды и обычаи белорусов

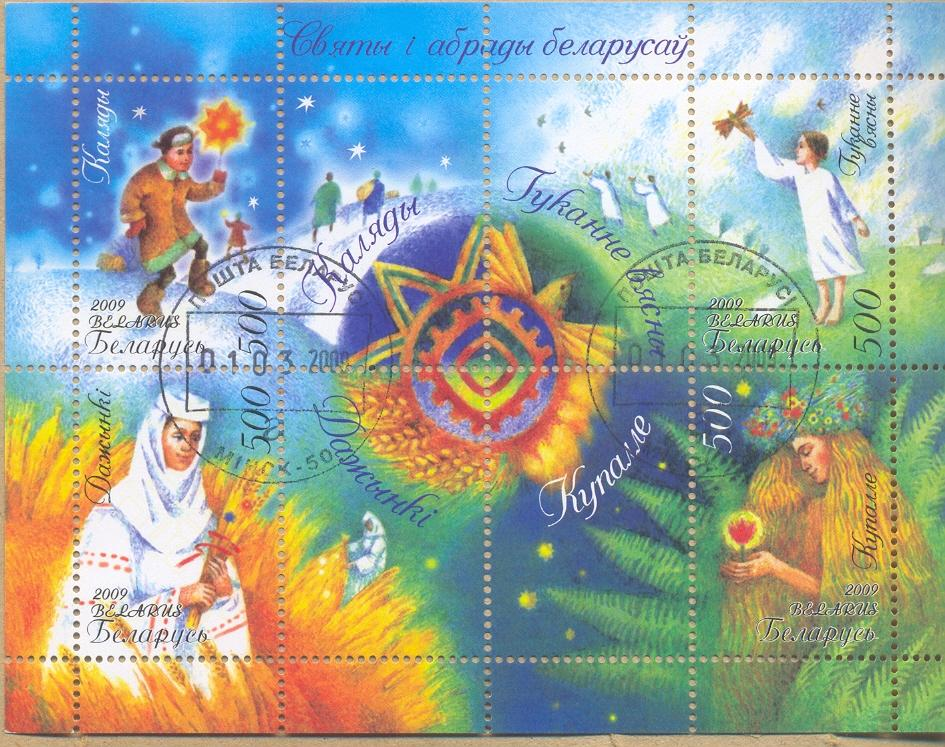
Почтовая марка Белоруссии «Обряды белорусов»

Обряды и обычаи белорусов — совокупность установленных обычаем действий, связанных с выполнением религиозных начал или с бытовыми традициями белорусов. Обрядовые праздники жили на территории Беларуси долгое время.
К XX веку из славянских народов календарная обрядность более всего сохранилась у белорусов.

## Коляды (Каляды)

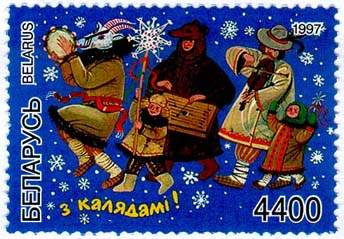
Почтовая марка Беларуси 1997 года

Коляды (Святы́я вечары́) — один из самых популярных праздников у белорусов, отмечался с Сочельника до Щедреца или Крещенья. По домам ходили ряженые, распевающие колядки — специальные песни, они водили с собой «козу», иногда и «медведя» — переодетых людей, которые разыгрывали представление у каждого двора, получая за это различное угощение и мелкие деньги. Хозяева не скупились: одаривали деньгами, пирогами, домашней колбасой (ведь к этому времени и кабан был заколот). Верилось, что будущий год воздаст сторицей. Хозяева сидели за столом со специальными колядными блюдами, незамужние девушки гадали на будущее и суженого.
Рождественские кукольные мистерии с XVII века получили распространение в католической Польше, откуда перешли в Беларусь и Украину. Традиционный кукольный народный театр называется батлейка. Особенным успехом кукольный театр пользовался у детей.
На Щедрец выбирали самую пригожую девушку — щодру, украшали её венком, лентами, и во главе с ней ходили по селу, девушки пели щедровки — те же колядки, но обращённые к хозяевам, величального характера, с припевом-рефреном «щедрый вечер, добрый вечер».

### Колядное гадание

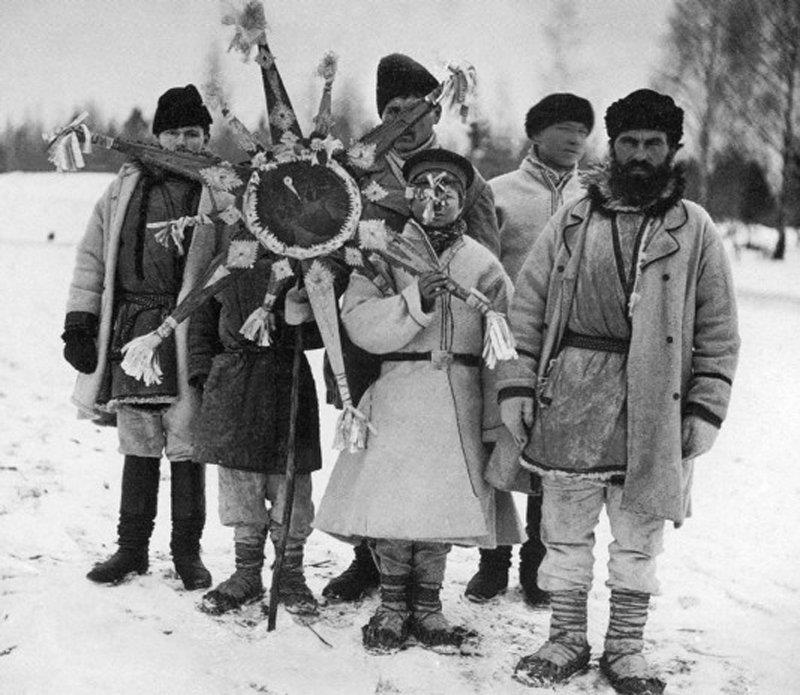
Коляды в Горецком повете Могилёвской губернии. 1903 год

На Щедрец обязательно пеклись блины. Первый из них, только что с печи, брала девушка и бежала с ним под окна хаты, где обычно собиралось много детей. Она слушала, не крикнет ли кто на ребёнка, и если да, то в этом году она замуж не пойдёт. Гадали также и иными способами: за ворота, например, бросали сапожок с левой ноги: куда носок сапога смотрит, там и суженый живёт. Две иглы натирали салом и опускали в чашку с водой. Если они потонут — плохо, если сойдутся вместе — грядёт скорое замужество. По обе стороны зеркала ставили две свечи, между ними стакан с водой, куда клали кольцо. Кто появится в зеркале, тот и будет женихом. Девушка брала из поленницы, не глядя, полено. Каким оно окажется, таким и жених будет. Полено с шероховатой корой — некрасивый, с сучками — из большой семьи, кривое — урод, гладкое — красивый собой и т. д.
Гадали на воске, растапливая его и вливая в чашку с холодной водой. Воск принимал форму определённых фигур. Выводили лошадь из сарая через оглоблю, если она зацепит её ногами, муж будет сердитым, если перескочит — тихий и добрый. Наливали воды в рюмку, опускали кольцо и выставляли на крыльцо вечером. Перед сном смотрели: сколько бугорков в замёрзшей воде — столько родится сыновей, сколько ямок — столько дочерей. Клали под подушку на рождественскую или щедровскую ночь гребёнку. Во сне мог появиться жених. Под скатерть стелили сено, солому, после ужина стучали по скатерти руками — «молотили». Затем вытягивали по соломинке и по её длине предполагали, каким вырастет лен, по количеству найденных зёрен — каким будет урожай. Собранные зерна ссыпали в семена.
Но самое главное полесское гадание в коляды — на кутье. Зачерпывая первую ложку кутьи, девушка заворачивает ложку в штаны отца или брата и кладёт под подушку. Целый вечер она не должна ни с кем говорить, и во сне увидит будущего мужа.
В эти щедрые вечера с 25 декабря по 6 января по старому стилю нельзя было шить, прясть. Вот легенда, записанная на Гродненщине:

Одна девушка была настолько охоча к работе, что перестала соблюдать святые вечера, И вот пряла она однажды чуть ли не до полуночи. Вдруг слышит, кто-то стукнул в окно. Она спрашивает:

— Кто там?

Голос отвечает:

— Я принес тебе, девушка, работу. Смотри, чтоб за сегодняшнюю ночь напряла двенадцати веретен.

Испугалась девушка. Волосы дыбом встали — ужас!

А голос опять:

— Поспешай, садись и пряди, если не будет готово нынешней ночью, то на другую ночь приготовь себе гроб.

Все стихло. Девушка, ни жива, ни мертва, перекрестилась три раза и осторожно вышла на крыльцо — никого нет. Лишь лежит ворох льна. Взяла она его, принесла в хату и думает: «Что же я теперь, бедная, делать буду? Воля Божья, нужно прясть».

Решила она схитрить: обмотала куделю льняными отрёпками, а сверху напряла ниток в два ряда и таким способом все двенадцать веретен готовы.

А тем временем рассвело, домашние проснулись. Матушка говорит:

— Ты что, целую ночь пряла? А откуда куделя взялась?

Молчит девушка, никому ничего не говорит. Вынесла пряжу в кладовую, вынесла и лён, что остался — если его в дело пустить, то прясть надо будет двенадцать дней и вечеров, не меньше.

И легла спать.

Встала поздно вечером, помолилась Богу и пошла в комору посмотреть на работу свою. А там нет ничего. Вернулась в хату.

И тут опять голос раздался:

— Ну, счастье твоё, что работу сделала, не то пришла бы тебе погибель за то, что щедрых вечеров не чтишь. А если ещё будешь прясть, я в три раза больше принесу.

Испугалась девушка, но все же решилась взглянуть в окно. Ночь была лунной, и увидела от как старик с длинной белой бородой понёс на плечах двенадцать веретен. Упала девушка на пол без чувств, и две недели болела, бредила. Еле-еле выходили.

## Громницы (Грамніцы)

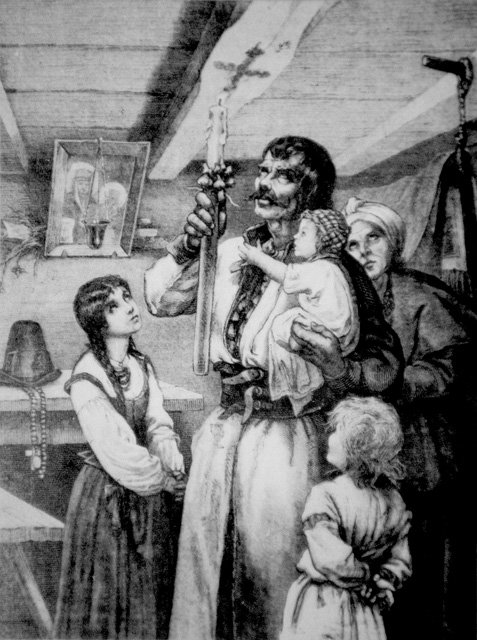
М.Андриолли. Громницы (рисование креста). XIX век.

День Громниц — 2 (15) февраля — не совсем обычен, по поверьям, это единственный день зимой, когда может приключиться гроза — можно услышать гром и увидеть молнии.
В этот день в церквях освящали специальные свечи-громницы, которые после службы гасили и приносили в дом. Возвращаясь домой, хозяин доставал свечу и держал в руках, пока хозяйка её зажигала. Затем хозяин обжигал свечой крестообразно волосы у себя на голове, потом у всего семейства. Считалось, это помогает от головной боли. После шли в хлев, делали то же со скотиной, крестили свечой пуни, гумно и прочее. Сотворив такой обряд, свечу гасили и прятали, чтобы злые силы её не увидели. Считалось, что громничные свечи под притолокой хлева отгоняют ведьм от коров.
Свеча в дальнейшем зажигалась, когда:
- принимали новорождённого;
- при его крещении;
- при рождении телят, ягнят;
- при кончине человека;
- при разлуке с членом семьи;
- при грозе летом;
- при насыпке семенного хлеба весной и при засыпке в засеку первого обмолоченного хлеба;
- при первом выгоне скотины в поле;
- на кутью и Водокрещенье;
- при разговенье на коляды и Пасху;
- при предтрапезной молитве на Дзяды.

С незажжённой свечой начинали и оканчивали разную работу: пахоту, косьбу, жатву и т. д. Кусочки воска громничной свечи давали как лекарство от испуга, лихорадки. Обкуривали этим воском заболевшую скотину. В Громницы, как и на коляды, пели свои песни — первое «гуканье весны».
Жаворонки, прилетите,

Весну красну принесите,

Чтобы солнышко светило

Да снег белый растопило

И деревья расцветило.

Жаворонки, прилетите,

Землю-матушку будите

И дождями напоите,

Чтобы травка вырастала,

И коровка сыта стала.

Жаворонки, прилетите,

Лето теплое несите,

Только зиму заберите,

Потому что надоела -

Много хлеба переела!
Вот два рассказа, записанных известным собирателем белорусского фольклора в XIX веке Александром Казимировичем Сержпутовским в Слуцком уезде:
Сидим мы раз в корчме, покуриваем люльки да рассуждаем о том, о сём. Только вот приносит Купрея, и начинает он плакаться, что на его конях нечистая сила ездит.

— Э, да это, видать, та самая, — говорит Микита Хромой. — Прошлый год она как прицепилась к моим лошадям, так чуть живыми остались. Я ведь вы гладил их, как куколок, а за неделю бедных так заездили, что остались шкура да кости.

— Вот так и моих, — говорит Купрей. — Сегодня ночью слышу — кони волнуются. Зажег я лучину и пошел в хлев. Гляжу, а мои кони в пене, как будто их гнали. Это он тешится. Он любит, когда гладкие кони. Ай-ай, пропали мои хорошие! Не знаю, что и делать. Посоветуй, братка Микитка, может, сыщется какое средство или это уже накрепко заколдовано?

— Э, Купрей, ты послушай, что я тебе скажу! У меня ещё хуже было, мне и в голову не приходило, что это он на моих конях ездит. Только вижу: как ни кормлю, все равно с тела спадают. Залез я к ночи на сеновал, караулю. Сначала кони стояли тихо, жевали сено, потом же — в за полночь — бросили есть и давай переступать с ноги на ногу, давай фыркать да дрожать всем телом, как будто они бегут стремглав. А вскоре и пена с них повалила.

На другую ночь пошли мы с соседом вместе. Зажгли громничную свечку, накрыли её горшком, взяли с собой освящённой воды, да сидим, ждём. И вот за полночь стали кони биться и копытами стучать. Открыл сосед свечку, глядим, на коне сидит седой старик с длинной бородой. Как брызнул я на него святой водою, так он и сгинул. Назавтра повесили мы в хате чучело сороки, — с тех пор коней не трогает.
Жила у нас одна солдатка. Её мужика как забрали в солдаты, так и неведомо куда делся. Солдатка сначала нанималась подённо, а потом стала то шептать, то давать зелья разные, с того и жила. И пошёл по селу слух, что стала она ведьмою. Одни говорили, что видели как солдатка на весеннего Юрья расстилала по росе рушник и собирала росу в подойник, чтобы тянуть к себе молоко с коров, проходящих этим местом. Другие — солдатка оборачивается жабою и сосёт коров; говорили, что она крутилась возле них, и с того часа молока не стало или было оно смешано с кровью. Много ещё чего говорили, и стали считать эту женщину ведьмою.

В то время жил у нас один очень любопытный человек по имени Сымон. Он знал множество всяких примет и суеверий. Вот как-то ведьма, видимо, тронула Сымоновых коров. Разозлился тот и говорит:

— Ну, постой же, лихорадка твоей матери, я не я буду, если не поймаю эту поганую ведьму.

Сказал, да и принялся за дело. Во-первых, стал на ночь загонять коров в хлев. Загонит, закроет ворота, заткнёт их затычкой, а затычку ещё и запечатает громничной свечкой. Видит он: ведьма подойдёт к воротам, попробует перегрызть свечку да не получается, только зубы в воск увязнут. Взял однажды Сымон горшок, прикрыл им горящую громничную свечку, и караулит. Вот за полночь, как от ветра, растворяются ворота, и коровы стали неспокойны. Снял Сымон горшок, и видит: меж коров что-то замелькало. Он туда: ведьма обернулась жабой и скачет к воротам. Схватил её Сымон за лапу, и ну жечь огнём! Крутилась-крутилась ведьма и выкрутила себе ногу. Выкинул Сымон жабу за ворота чуть живую. Назавтра видят люди: поганая солдатка лежит с вывихнутой ногой, а тело у неё осмолено, как у свиньи перед колядами. Хотя солдатка и говорила, что она стояла перед печью и на ней внезапно загорелась сорочка, никто не верил отговоркам поганой ведьмы.

## Масленица (Масленіца)

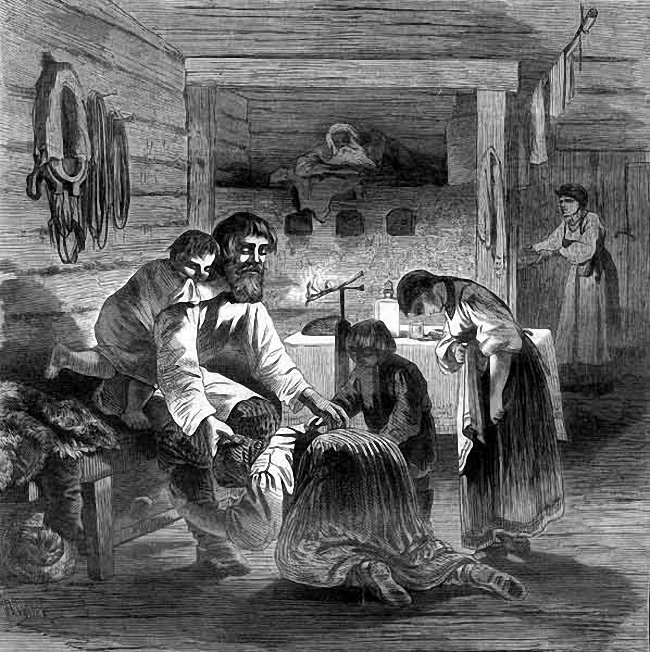
К. Крыжановский. Прощёный день в крестьянской семье. XIX в.

Праздник масленицы в некоторых местах Белоруссии называют ещё и маслёнкой, сырницей. Скандинавский путешественник Пауль Одеборн, посетивший славян в XVI веке, писал:
«Масленица названа так потому, что в продолжение этой недели людям дозволяется есть коровье масло, а в постные дни они употребляют чёрное. В это время у русских почти беспрерывно продолжается обжорство и пьянство; они пекут паштеты, то есть оладьи и блины из масла и яиц, зазывают к себе гостей и упиваются мёдом, пивом и водкою до упаду и до беспамятства».
В отличие от восточных русских земель масленица на Беларуси была довольно скромным праздником, без особенных гуляний и озорства. Белорусы не делали зимних горок для катанья, не жгли чучел, олицетворявших масленицу, не катались на лошадях. Да и блины, как символ масленицы, пришли к ним лишь в конце XIX века, хотя о них говорится уже в книгах Священного Писания.
Последнее воскресенье масленицы называют прощёным: люди как бы отпускают друг другу грехи, просят прощения у близких. Праздновать масленицу начинают в четверг, выгнав предварительно водки (гарэлки). Пекут толстые блины, стопу которых хозяин разрезает крест-накрест. Блины макают в творог с разогретым коровьим маслом. В более богатых хатах подают на стол верещаку — это кусочки жареной свинины и колбасы, рёбрышки с мясом. Заправляется она мукой в жиру. Иногда из свиных ножек, ушей делается холодец. В воскресенье, когда масленица кончается, едят только молочное: масло, сыр, творог с молоком. В эти дни особенно усердно моют и чистят посуду, а когда-то в понедельник ещё и белили печь, тщательно прибирали в хате. Парни и девушки вешали на дворовые ворота или на вход в гумно импровизированные качели (гойданки). Качаясь, распевали песни:
Да у нас сегодня масленица!

Да вылетела ластавица!

«Да что ж ты нам вынесла?»

Из коробов жито вытрясла,

Все жито-пшеницу,

На всякую пашницу!
Хлопцы тягали по селу колодку — обрубок дерева на верёвке. Подойдя к хате, где есть девушка на выданье, требовали за колодку выкуп. Их звали в хату, угощали водкой с капустой. В некоторых местах колодку накидывали на шею девушкам, приглашая их на вечеринку. На следующий день это же делали сами девушки, приглашая парней на посиделки и угощение. Все сопровождалось песнями. На Минщине существовал обычай «разуваць молодуху»: шли по хатам, где жили молодожёны и угощались. При этом пели:
Ай, выйди, выйди, молодая Валька,

Ты да нас,

Ай, вынесь, вынесь, молодая. Валька,

Белы сыр.

А дай тебе Боже, молодая Валдька,

Первый сын.
Но кончается неделя, кончается и масленица. В понедельник уже великий пост. Масленицу вспоминают народными поговорками: «Маслёнка с блинами с грибами. Масленица — полизуха: сыр и масло полизала Пили на масленицу, а крутила на Радуницу».
Масленица — полизуха,

Потянися до духа!

Мы думали: масленицы семь недель,

А оказалось — один день!

## Кликанье весны (Гуканне вясны)

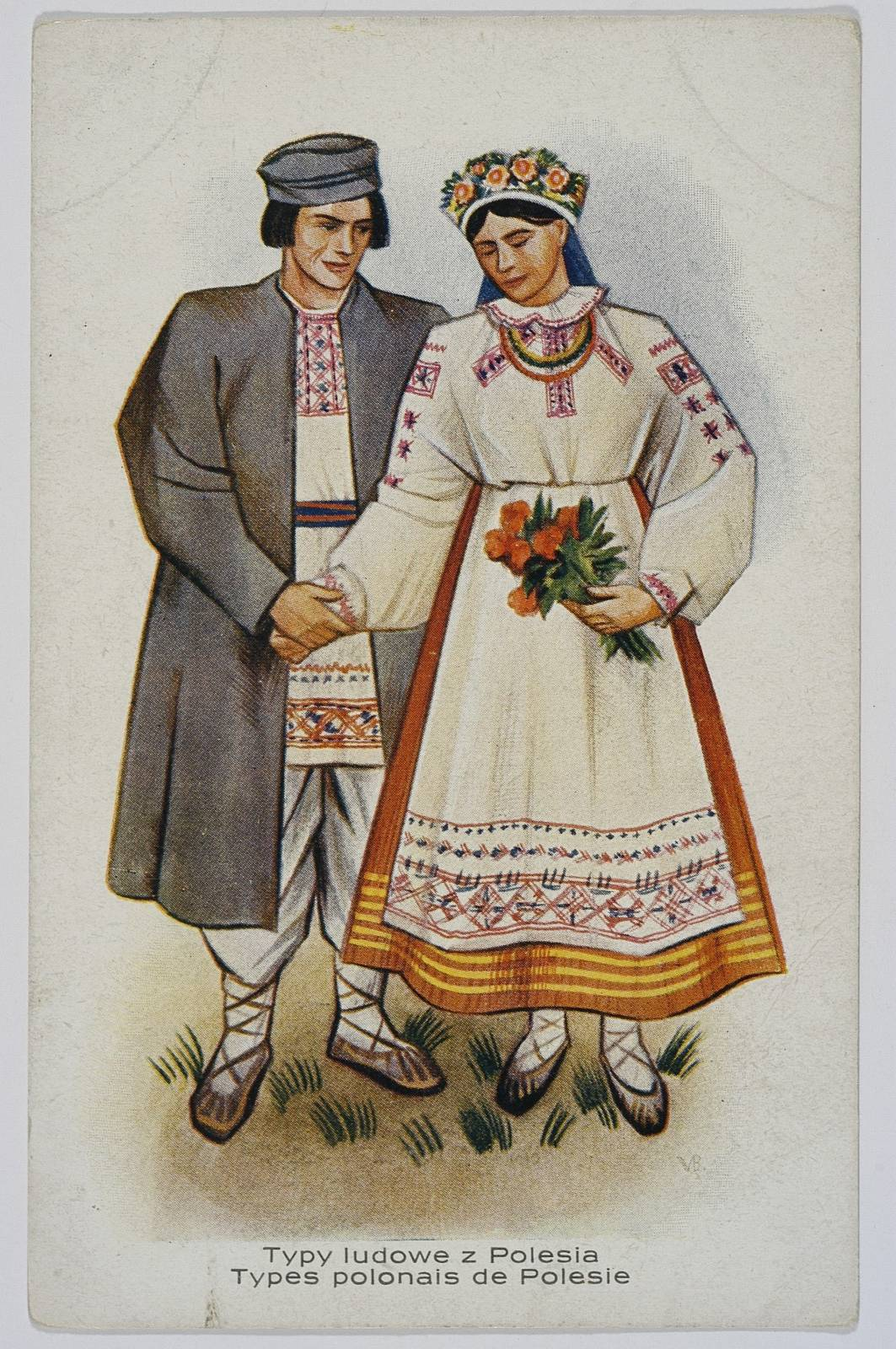
В. Боратынский. Полещуки.

Этот обряд народился в давнюю языческую пору. После революции вспоминали его не часто, но теперь отмечается он в Белоруссии довольно широко — обычно в Благовещенье (7 апреля).
Говорят, что «на Матея дорога потеет, на Сараки деревья отпускаются, на Алексея рыба хвостом лёд ломает, а на Благовещенье аист прилетает». Ну а «аист прилетел — весна будет». Аист — птица у белорусов непростая. У хозяев, чей двор он облюбует, год должен быть удачным. Убить посланца весны или разорить его гнездо считалось большим грехом.
Кличут весну девчата. Они собираются вместе обычно на каком-нибудь возвышенном месте за селом или на высоком берегу реки, стелют солому и, усевшись кружком, поют с полудня до ночи песни-веснянки:
Весна-красна, что нам вынесла?

Нам вынесла соху—борону,

Старым бабам пасядённечка,

Молодицам кросенки ткати,

А девчаткам да и погуляти.
Кое-где на Могилёвщине девушки, увидев прилетающих аистов, влезали на крыши хат и пели там веснянки, заканчивая каждый куплет призывом «гу!».
Слава Богу,

Что весна пришла!

Я, молода, мимо жита пошла.

Расти, жито, коренистое,

Коренистое, лопушистое,

Чтоб под небо закачалося,

Чтоб я, молода, нажалася

И снопочков наносилася!
С наступлением вечера зажигали костёр и пели возле него, водя хоровод. Очевидец этого праздника в Гомельском уезде в 1880-х годах этнограф Зинаида Радченко вспоминала:

Девушки собираются вечером по окончании своих работ и становятся группами на берегу реки, а если нет реки или озера, то за деревней, на площадке, иногда же на взгорке. Эти группы устанавливаются на далеком расстоянии одна от другой; когда одна группа закончит свой куплет и едва стихает её последняя нота, тогда в отдалении другая группа продолжает свой куплет".
Далее этнограф замечает: «Веснянки отличаются от всех других песен со своим припевом, вроде ауканья (в середине песни), что звучит очень красиво, когда песня раздается в лесу, пронесется по весеннему разливу и откликнется далеким эхом. Не указывает ли это на очень старинное происхождение веснянок?»

## Пасха (Вялікдзень)

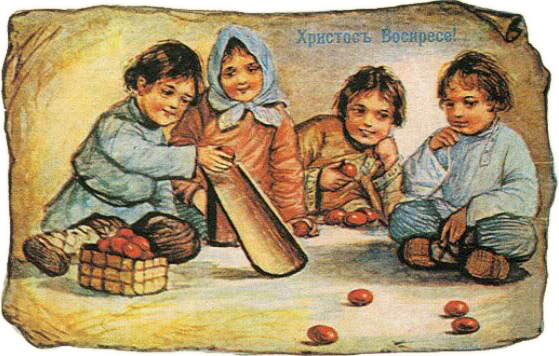
Пасхальная открытка начала XX века

Предпасхальная неделя называется вербной. Каждый из членов семьи старался встать пораньше и приготовленными веточками вербы будить остальных, приговаривая: «Не я б’ю, вярба б’е, за тыдзень вялікдзень» (Не я бью, верба бьёт, через неделю пасха). Вербою же выгоняли коров пастись. Как и громничные свечи, верба играла не последнюю роль в жизни белорусского крестьянина. С началом недели все отправлялись в церковь, чтобы вербу освятить. Причём некоторые несли чуть ли не целые пуки. Какие же волшебные свойства признавались за освящённой в эти дни вербой?
Во-первых, хозяин сразу же съедал одну пупырышку — чтобы летом уберечься от молнии. Затем, придя из церкви, он стегал вербным прутиком каждого члена семьи, говоря: «Верба крест бьёт до слёз, не я бью, верба бьёт, пускай на здоровье живёт!». То же самое делали и с ним. Потом он обходил хозяйственные пристройки, втыкая в щель каждой прутик, хлеща легонько по три раза скотину. С другим прутиком обходил огород, озимое поле, опять же по три раза хлеща в разных местах и втыкая после прутик в землю. То же делали на кладбище на могиле свояков. Оставшиеся веточки хранились до будущей вербницы и лишь тогда сжигались в понедельник перед пасхой. Но всегда этот пучок был под рукой — в красном углу божницы. При грозе его ставили на окно, чтобы отвести молнию. Когда кто-то заболевал, больного обкуривали вербой, а истолчённой веточкой посыпали раны. Если доводилось перебираться в новый дом, вербный пучок делили пополам и одну часть оставляли.
В первую среду после вербницы мыли в хатах все деревянные вещи — иначе станут гнить. В четверг перед пасхой все шли в баню. Этот четверг так и звался в народе — чистый. Со времён язычества — это праздник встречи тепла, солнечных дней. Потом уже он слился с церковным праздником Воскресения Христова, или Пасхи. На Беларуси его в основном называют Вялікдзень, иногда вяличка, В зависимости от календаря выпадает он на разные дни — между 4 апреля и 8 мая. Накануне ничего нельзя было делать, иначе год пройдёт без пользы. Считалось, что с этого дня до Вознесенья по земле бродят Христос с апостолами в виде нищих, награждая добрых людей и осуждая плохих. В белорусских деревнях полагали, что в этот день «солнце играет», то есть переливается. Молодёжь ходила на пригорки, взбиралась на звонницу, чтобы увидеть восход, ладила качели, водила хороводы.
Обязательно накануне пекли пасху — высокий круглый хлеб из пшеничной муки, на верху его выкладывали из теста крест. Оставшиеся корки потом сушили, толкли и клали в водку — это оберегало от нечистой силы. Символом праздника были яйца. Их отваривали в луковой шелухе, потом освящали в церкви. Освящённое яйцо, придя, домой, клали в воду, водой этой после умывались, а девушки яйцом гладили лицо, чтобы быть красивыми. Очень любили в эти дни играть в битки — чьё яйцо крепче — и катать яйца: катившееся с бугорка яйцо ударялось о чьё-нибудь и играющий забирал его.
В первый пасхальный вечер по сёлам под окнами пели пасхальные (волочебные, от слова волочиться) песни. Песенников называли волочёбниками, а запевал починальниками. Первая песня обычно адресовалась хозяину и хозяйке, в ней восхваляется порядок в хате, достаток, упоминают, что святой Юрья (Георгий) запасает им коров, святой Микола — коней, святой Илья — урожай. После каждого куплета восклицали: «Христос воскресе!». Такие песни похожи на заклинания:
А дай же, Боже, на току умолот,

На току умолот, в жернах намол,

В жернах намол, у дежи подход,

В дежи подход, в печи подрост…
С волочебниками ходил музыкант с гармошкой или с дудой, мехоноша с большим мешком, куда он складывал подарки. А давали в каждой хате пяток яиц, кусок пирога, сыра, сала. Иногда звали в хату выпить водки.
Ой, не шум шумит, не дубровонька,

Зелена травка-муравка,

То идут, гудут волочебники.

Ай ты спишь-лежишь, ласковый пане,

Ласковый пане, пане Иване?

Коли спишь-лежишь, так Бог с тобой,

А не спишь-лежишь — говори с нами.

Подойди к окну, погляди на двор,

А что на твоём дворе деется…
Далее идут пожелания счастья, богатства, здоровья и хорошего урожая. Заканчивается песня так:
Волочебники — не докучники,

Не часто ходят, не докучают,

В этот годочек — один разочек.

Не докучают, не вымогают:

Починальнику — сорок яичек,

А подхватничкам — по десяточку,

А музыканту — на кварту водочки,

Карту водочки, злотый на боты.

А мехоноше худая доля,

Худая доля — жёнка не любит,

Жёнка не любит и не голубит.

Ласковый пане, пане Иване,

Слышишь ли нашу песенку,

Песенку волочебную?

Или одари, или пригласи,

Не можем стоять, ноженьки болят,

Ветерок веет, ноженьки млеют,

А дождик пойдет — всех обольет.

А в горшочке-глячку на правом бочку

Стоит водочка, дюже крепкая.

День добрый тому, кто в этом дому!
Потом волочебники садились где-нибудь в гумне и делили добычу. Но зачастую все это съедалось под самодельную водку. Обычай ходить с волочебными песнями исчез к концу XIX в.
На Минщине в эти дни на игрищах плясали танцы — метелицу и завейницу.
Там же бытовала легенда, подчёркивавшая особенный характер праздника:

Идя из местечка Речки в фольварк Орпы, можно было видеть у дороги небольшое озеро. Говорят, что на этом месте стояла корчма, в которой собрался народ на игрище, между тем как нужно было идти к всенощной перед великоднем, Внезапно земля разверзлась и поглотила корчму и людей.

Неподалёку от Несвижа в поле лежали три больших камня, один из которых очертанием напоминал человека. Были эти места владением князя Радзивилла, человека жестокого и безжалостного, выгонявшего людей работать и в праздники. Вот подошел Великдень. Снег сошел, можно пахать. И приказывает войт выходить в поле, а кто не выйдет, тому грозится всякими карами. Таков приказ князя. Плачут люди. На поле вышли, но никто не работает — грех. Бегает войт, лупит бедняг кнутом. Приехал сам князь. Тут войт совсем взбеленился, пану угодить хочет. Люди ему в ответ: — Если такой разумный, сам попробуй.

Войт, желая показать себя перед князем, схватился за соху и погнал борозду. Но не успел сделать и десяти шагов, как раздался гром небесный — и войт с волами окаменели. Так и стоят они до Страшного суда.

## Радоница (Радаўніца)

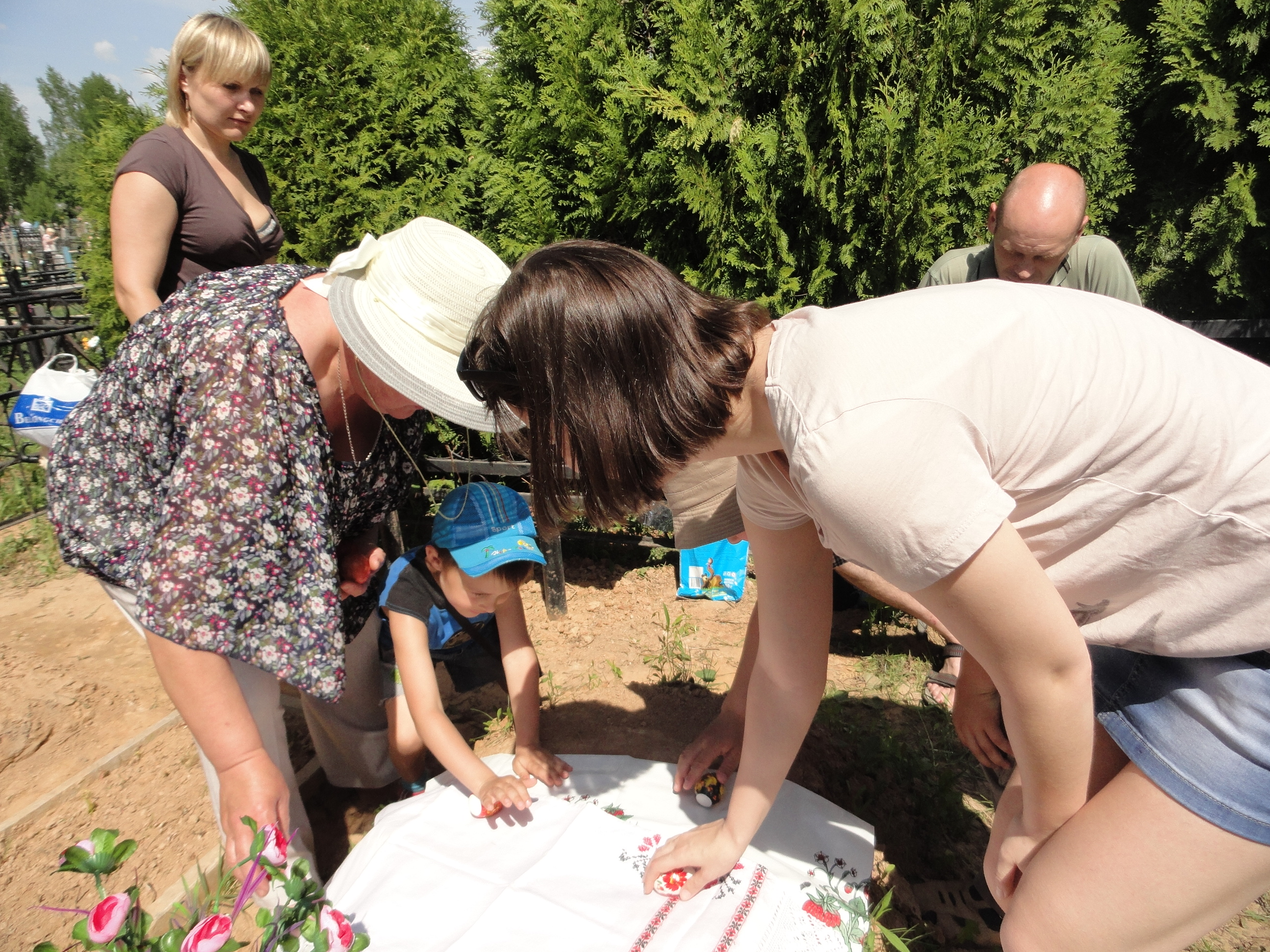
Катание яиц на Радоницу (Беларусь, 2013 год)

Белорусы справляют Радоницу на 9-й день после пасхи. В Троицкой летописи 1372 года написано:

Литва и ляхи и жемоть приедоша изгоном к Переяславлю по Велице дни на другой недели во вторник на заутрие на радунице.
На Радоницу после полудня вся семья шла на кладбище к могилам близких, где катали окрашенные в шелухе яйца, поливали могилы водкой. Яйца отдавали нищим, а сами накрывали могилы рушником, на который ставили разную еду. Блюд должно быть нечётное число, и все сухие. Сначала говорили: «Святые родители, ходите к нам хлеба-соли поесть». Потом садились. выпивали и закусывали. Вставая, говорили: «Мои родители, простите, не сердитесь, чем хата богата, тем и рада». Как говорит белорусская пословица, «на Радуницу до обеда пашут, после обеда плачут, а вечером скачут».

## Юрьев день (Юр’я)
На Гродненщине бытовала легенда как святой Юрий стал опекуном коней:
Однажды Господь созвал всю домашнюю скотину под огромный дуб, стоящий на краю земли. Пришли и все святые, только Юрий припоздал. Здесь же вертелся и нечистый. На этом сходе Господь назначил каждому существу свою еду. Сатана выпросил для себя овес, желая таким образом быть хозяином лошадей. В это время подоспел Юрий и стал просить и ему назначить какую-нибудь пищу. Бог дал ему осот. Юрий попросил чего-нибудь получше. Бог отвечал: — Если отберешь у сатаны овес — твой будет. Юрий, не теряя ни минуты, опередил сатану и засел у дыры, где ходили нечистые. Сатана, чтобы не забыть, шел и повторял: овес, овес, овес… Тут Юрий выскочил из кустов и крикнул неожиданно: «Ага!». Сатана испугался, потом, опомнившись, стал плеваться: «Тьфу, забыл, что говорил!»

— Ты говорил «осот», — подсказал Юрий.

Сатана снова забубнил: — Осот, осот, осот, и отправился в своё царство. Юрий поспешил к Богу и был назначен покровителем скота.
Пастухи считают большим грехом не побывать на святого Юрия в церкви, а крестьяне не сварить в этот день овсяного киселя. Юрьев день выпадает на 23 апреля (6 мая). Все зимние запасы скотина съела, осталось немного дотянуть до первой травы. «До Юрья корми дурня, а после Юрья сам прокормится». Средь колдунов и знахарей живёт уверенность, что ранняя роса на Юрьев день очень вредна всем домашним животным: сушит рогатый скот, коров лишает молока, телят ослепляет. Колдуны пропитывают росой холстину и если ею, допустим, накрыть скотину, то от последней уже пользы не будет, Есть единственное спасение от этой напасти — выгнать скот пастись в Юрьев день, хлеща его тихонько освящённой перед пасхой вербой. Но «юрьева роса» в народе считалась целебной, помогающей не только скоту, но и людям.
Святой Юрий, Божий посол,

К Богу пошёл,

Взял ключи золотые,

Отворил землю сырусеньку,

Пустил росу теплюсеньку

На Белую Русь и на весь божий мир.
Целебной роса была потому, что Юрий отпирал взятыми у Господа ключами землю, выпускал в мир жизнетворные соки. Росой мазали больные места, особенно глаза. В Витебском уезде росой омывали коров.

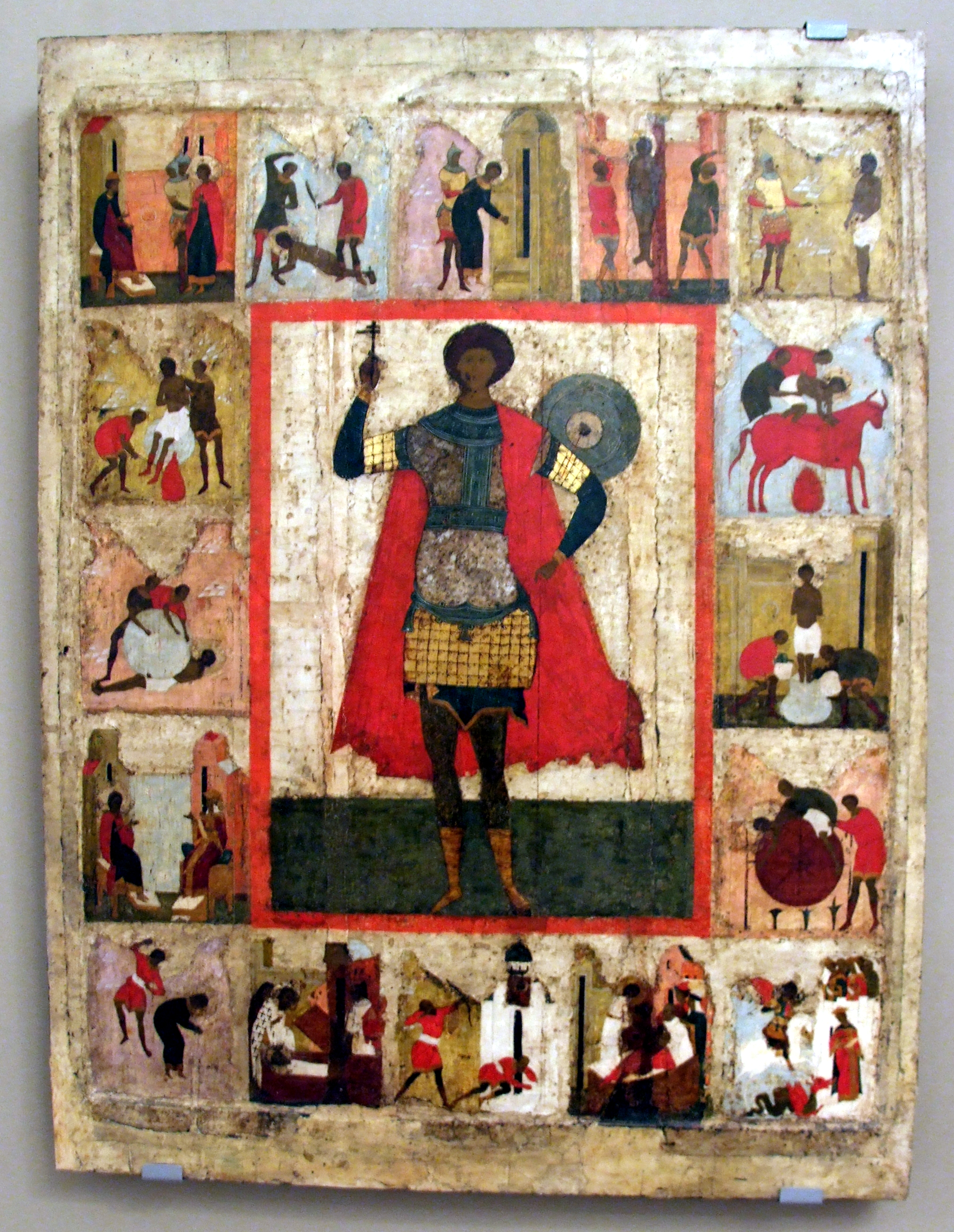
Житийная икона св. Георгия

В ночь на Юрьев день коней выгоняли в ночное. Хозяин хаты молился перед иконой св. Георгия о целости лошадей, потом брал по их количеству яйца, обходил хлев три раза и клал яйца под порог. Затем он подходил к своим лошадям, приговаривая: «Пришла юрьева роса, не дам вам овса». Три раза гладил хозяин коней по спине и выводил во двор, где сдавал пастуху
Вместе с мешочком муки, парой колбас и яйцами.
Некоторые бросали под хлев замок, чтобы кони перешли через него, втыкали в стену вербу, считая, что это убережёт скот от волков и хвори. В некоторых районах выгон коней и коров превращался в целый обряд. Накрывали стол скатертью, зажигали громничные свечи, клали хлеб с солью. Потом молились святому Георгию, посыпали хлеб солью и шли к скоту, который кропили водой, окружали нитками, и, наконец, гнали в ворота, где лежали запертый замок, на нём сковорода, прикрытая навозом. Глава дома, отвешивая тридцать земных поклонов, произносил: «Хозяин, на тебе хлеб и соль! Паси мою скотину, чтоб не было беды!».
На Могилёвщине с краюхой хлеба три раза обходили печь, говоря: «Как печь стоит на месте, так и скотина на месте!».
На Гродненщине в дверях хлева стелили кожух вверх мехом, завернув в него хлеб и яйцо. Потом этот кожух надевал пастух и снять его мог только вечером. Пастухи в этот день были главными людьми в селе. Им давали колбасу, сало, яйца, масло, позже — деньги и водку. Выгнав стадо за околицу, пастухи трижды обходили его с иконой святого Георгия, хлебом, яйцами и вербой.

В некоторых местах были обряды посложнее. Например, в Оршанском уезде обходили стадо и вечером, предварительно исжарив на костре яичницу. Потом с ней на сковороде обходили скот. Один из пастухов играл роль зайца, другой — кривого, третий — слепого, четвёртый — колоды… Первый, несущий сковороду, спрашивал: 
«Заяц, заяц, горька ли осинка?» — «Горька!» — «Пускай же наша скотинка так будет горька волку!» — «Кривой, кривой, дойдешь ли ты?» — «Нет, не дойду, не вижу!» — «Пускай же волк не видит нашей скотинки!» — «Колода, колода, сгнила ли ты?» — «Сгнила!» — «Пускай же у волка зубы будут гнилыми!». Обойдя все стадо, садились у костра и ели яичницу, бросая после вверх ложки — «чтобы наша скотинка так вверх скакала!».
В Юрьев день обязательно нужно было поглядеть своё поле. Хозяин, завернув в чистую холстину испечённый накануне каравай, приносил его к последней полосе, засеянной житом. Если каравай был выше стебелька, то урожай ожидался хорошим. Потом дома хлеб съедался. Зачастую шла на поле вся семья, неся кроме хлеба колбасы, яйца, сало, водку и кости, оставшиеся от пасхального стола. Катались по всходам, чтобы очиститься «юрьевой росой» и пели:
Здравствуй, нива святая!

Чествуем с хлебом-солью

И со святым Юрьем,

А Бог на небе и святой Юрья

Даруют достаток нам и здоровье!
Хозяину желают:
Пиво варить,

Сына женить,

Водочку гнать,

Дочку замуж отдать!
Кости зарывали на четырёх углах поля. Придя домой, обильно ели, пили самодельную водку. Иногда оставляли немного хлеба, и в ближайшее воскресенье брали с собой в церковь, прося у Бога «стеречь живаков». Если день хмурился, говорили: «Если дождь на Юрья, будет хлеб и у дурня!».
Вечером молодёжь устраивала гулянья: плясали, пели:
Юрья, Юрья на поле ходит,

Юрья, Юрья у Бога просит.

Роди, роди жито-пшеницу,

Побей, побей куколь-метлицу.

## Троица (Сёмуха)

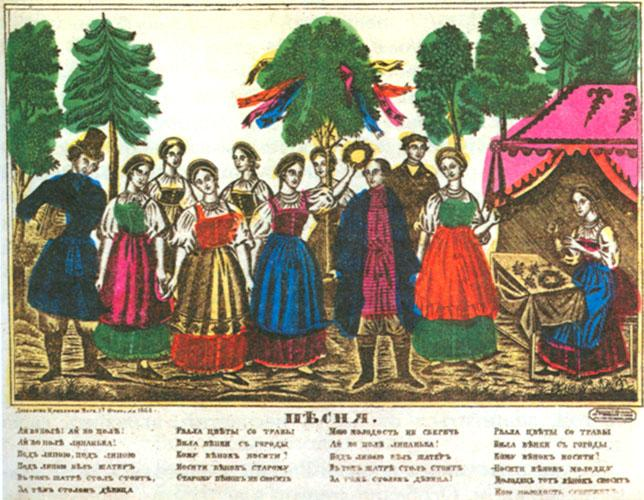
Сёмуха. Лубок XIX века

Сёмуха, Зелёные святки — именно так называют белорусы праздник Троицы. Этот день является одним из самых важных праздников народного календаря. У белорусов Троица включена в целый цикл праздничных дней, связанных между собой. Начинаются эти праздничные дни в четверг седьмой недели после Пасхи, отсюда и — Сёмуха.
Сёмуха праздновалась тогда, когда все вокруг было зелёным. Одним из главных обрядов этого праздника было «завивание» берёзки. Молодые девушки ходили в лес и закручивали на берёзе ветки в виде венка, украшая их лентами. В некоторых регионах берёзу заламывали — то есть пригибали ветки к земле и сплетали с травой. Иногда по таким венкам предсказывали будущее: у той девушки, чей венок зеленел, жизнь будет долгая. Высохшие венки бросали в воду: если плывёт, то будет ещё хоть один год жизни, если сразу тонет — быстрая кончина.
Понедельник после Троицы — Духов день, или «Брэзжыны»: именно тогда, по преданию, на апостолов снизошёл Святой Дух, подвинувший их на проповедь христианства. Это богословский смысл праздника. Обрядность же его исходит из глубин язычества. Окна и двери хат украшали берёзовыми вениками или аиром. В церковь к обедне тоже несли веточки берёз и луговые цветы. Потом их высушивали и хранили за иконами, за печью. Считалось, если на Сёмуху походить босым по земле — не будут болеть ноги. Из рощ в деревню приносили берёзки и сажали их на выгоне, где обычно гулял народ, убирая разноцветными лентами. Происходила, собственно, встреча лета и проводы весны. И берёзовые ветки с почками, ранними листочками символизировали возрождение живого, расцвет природы. Эти берёзки называли «май» и сохраняли их до Купалы, сжигая потом в купальском костре. В Духов день под вечер все девушки шли в рощу завивать веточки берёз в венок. Каждая завивала их по числу своих близких. После этого прыгали вокруг деревьев и пели:
Мы веночки завили,

Мы гарэлочку попили,

И яешню поели!
На второй день Сёмухи во многих местах Беларуси затевался «куст». Самую красивую девушку в деревне убирали в берёзовые и кленовые веточки с листочками и во главе с нею и с песней шли на панский двор. Им давали денег, еды. Все собранное несли к кому-нибудь в хату, и начиналась вечеринка.
В Сёмуху заводили свои игрища русалки, живущие в лесах и озёрах. Были они без одежды, с длинными чёрными волосами и такого же цвета глазами. Русалки бегали по полям, качались на ветках. У видевшего их близко лицо навсегда сводилось гримасой. В народе считалось, что русалки — это девочки, умершие некрещёными. Существовал ещё обряд проводов русалок. На Гомельщине красивой девушке распускали волосы, надевали венок и, почти голую, вталкивали в жито. Девушки разбегались, а «русалка» старалась догнать кого-нибудь. В других местах Беларуси все девушки в венках шли к житу, бросали в него как можно дальше венки и убегали.

## Иван Купала (Купалле)

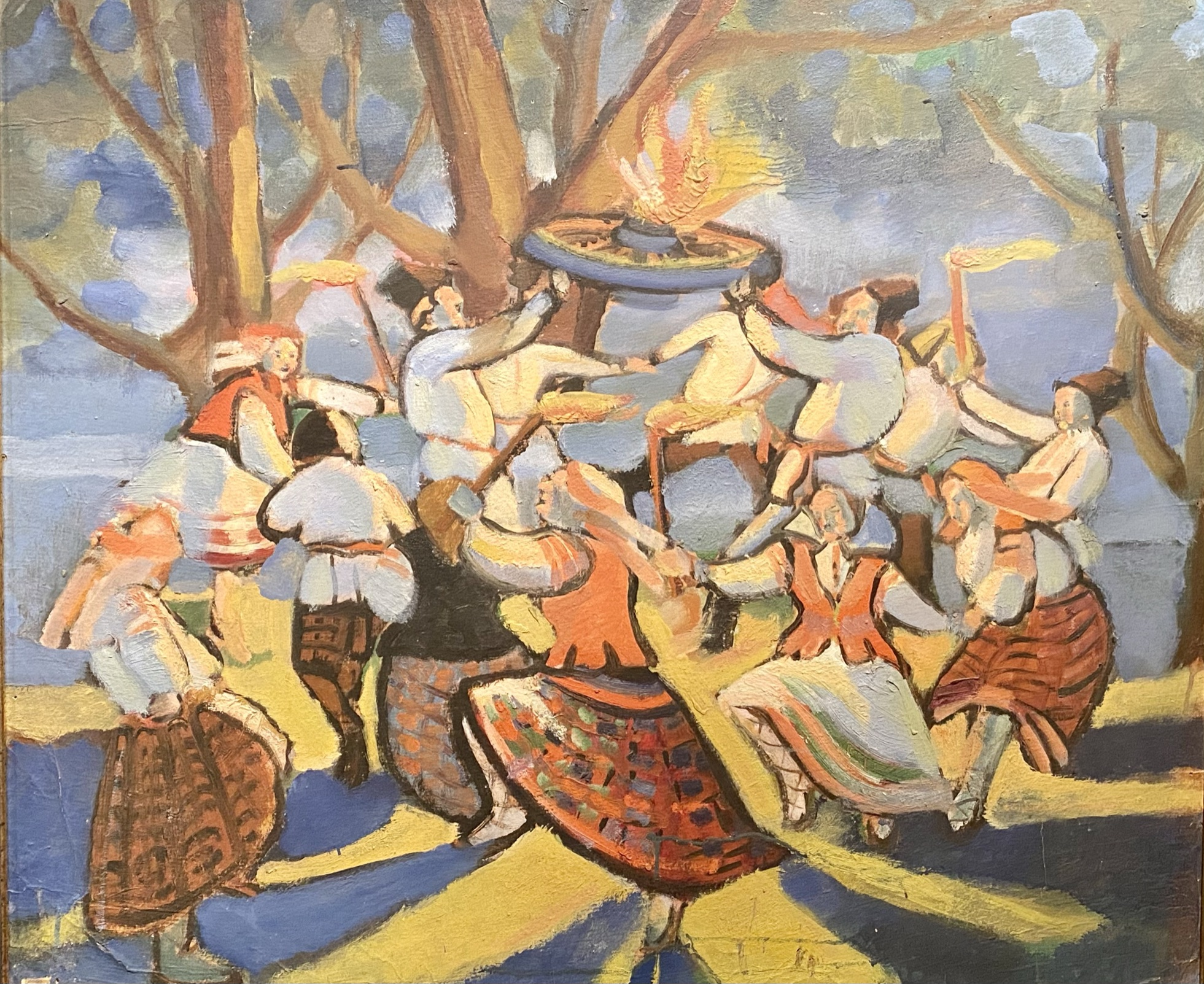
Михаил Филиппович. На Купалье. 1921 год

Белорусы говорили, что солнце, как в Громницы и на Пасху, «играет» — переливается красками. Само Купалье праздновалось в ночь с 6 на 7 июля (с 23 на 24 июня по старому стилю). Но уже утром парни и девчата шли на луг собирать цветы, веточки, разные травы — «зелле копать». Считалось, что в это время растения наделяются волшебной силой. Так, полынь, сорванная на Купалу, предохраняла от ведьминых наговоров, корень чернобыльника с земляным углём под ним помогал от чахотки. Знахарки-шептуны набирали разрыв-травы и пр. Из васильков, панского мака, зверобоя, мяты, колокольчиков девушки плели венки.
В ночь на Купалу оживлялась нечистая сила. Ведьмы слетались на шабаш к Лысой горе. У соседей-литовцев такая гора называлась Шатрия. В хлеву запирали лошадей на замок, чтобы ведьмы ими не воспользовались для своего путешествия, в придачу на воротах вешали громничную свечку. Кроме ведьм опасались русалок — они могли до смерти защекотать купающегося.
Вот один из рассказов о ведьмах на Купалье.

Начали как-то в деревне дойные коровы сохнуть, и молока у них совсем не стало. Конечно, колдовство. По всех хатах пошли обиды да подозрения, но никак не дознаться, откуда такое лихо взялось. Случайно сторож из Клишкова, возвращаясь на рассвете домой, увидел как из окна одного дома вылетела белая, что снег, ворона. А дом этот пан приезжей кобете выстроил. Догадался сторож: ведьма там живёт. Стали думать, как бы её изобличить, да все само открылось.
В купальский вечер эта ведьма, укрывшись голая в лесу, хватала пригоршнями росу и звала нечистую силу, чтобы та собирала отовсюду молоко для неё. А между тем, её новая служанка, помыв жбаны, вёдра и кувшины и прочую посуду, перевернула их вверх дном. Нечистики, нося всю ночь молоко, лили на пол, не замечая этого. И когда солнце взошло, вся деревня увидела, что целая молочная река течёт из-под дома. Не миновать ей смерти, но ведьма тут же оборотилась в ворону и исчезла.

Вечером молодёжь собиралась на берегу реки и разжигала костры. Парни и девчата плясали вокруг них, взявшись за руки, прыгали через огонь, пели песни. Кое-где в костёр девушки бросали кудель, чтобы лён был погуще. Ещё в костре жгли собранную днём всякую рухлядь. Девушки пускали по воде венки. В некоторый местах их бросали парням через костёр, а те старались венки разорвать. Наиболее смелые купались. Тут же у костра ужинали яичницей, верещакой и прочим, конечно же под самодельную водку.
Особую роль на Купалье играет цветок папоротника. Вот одна из много численных купальских историй, записанная на Гродненщине этнографом XIX века А. Славутинским.

Давным-давно деды, да, наверное, и прадеды не запомнили, не одна сотня лет прошла, — нашёлся человек, возжелавший сорвать цветок. Старики отговаривали его, твердя, что от сотворения мира этого никому не удавалось. Не послушал парень совета. Молодой был, кровь играла. И пропал ни за что, сгинул.
Бес его извёл — день и ночь шептал: «Иди, иди! Сорвёшь цветок, кучу денег добудешь. Не только себя, всю деревню озолотишь!»
Поддался хлопец бесу. Наступила ночь, и пошёл он в лес. А тихо, темно — в двух шагах ничего не видно. Птицы молчат, по гнездам попрятались.
Что с тем молодцем случилось — никто не знает, нашли его утром неподалёку в канаве бездыханным. Видно, черти туда его бросили. Принесли домой, водой стали отливать. Долго он глаз не открывал, думали, уже не встанет. Ан к вечеру очнулся.
Собрался народ, расспрашивают. А он хоть бы слово сказал: мычит, что корова да глазами хлопает. А глаза такие страшные, мутные. Дня через три исчез он. И нашли его на том месте, где хлопец цветок надеялся отыскать: висел на осине.

Есть ещё шуточное белорусское предание о мужике, которому цветок папоротника случайно попал в лапоть. Сразу сделался он ясновидящим, и деньги появились. Напился на радостях мужик и потерял лапти, а с ними исчезло и все волшебство.
Теперь в Белоруссии не проходит года без этого народного празднества. Молодёжь плетёт венки, прыгает с хохотом через костёр, как это делали отцы и деды. И звучат те же песни:
Ой, пойдзем, сястрыцы,

Пад ясну зарніцу.

Ноч малая, ды купальная!

Набярэм, сястрыцы,

Жовтого пясочку.

Играй, сонца, ды з зарою!

Пасыплем, сясстрыцы,

У татки пад аконцам.

Ноч малая, ды купальная!

Пасеем, сястрыцы,

Белага гарошку.

Играй, сонца, ды з зарою!

Гарошку не взысці, —

Мне у татки не быці.

Ноч малая, ды купальная!

## Петров день (Пятро)
Петров день (Пятро, Пятрок, Пятроў дзень, Пётра і Паўла) — древний земледельческий праздник, который является как бы продолжением праздника Купалы. Отмечается он 29 июня (12 июля) в честь апостолов Петра и Павла.
Пётр и Павел являлись покровителями крестьян в различных земледельческих работах летнего периода: в косьбе («3 Пятрова дня ў полі пажня [зелёный покос]»; «Святы Пётра ў косы звоніць, святы Паўла граблі робіць»; «Святы Пятро талаку збіраў копы сена вазіць, стагі мятаць»); в работе на пастбища и в огороде («Святы Пятрок папары барануець, поле раўнуець, грунт гатуець»); в подготовке к жатве («Святы Пётра сярпы востра»). Пётр выступает как покровитель нивы, особенно гречки, которую сеют за несколько дней до праздника и которую он поливает. Он способствует созреванию урожая: «Святы Пятро жытцо спеліць», «Святы Пятро — жыта ядро». С появлением колосьев у злаков связывали в этот день (а также на Купалу) завершение кукавания кукушки, которая якобы «подавились ячменным колосом»:
Кукуй, зязюлька, не маўчы,

А нямнога ж табе кукаваці —

Ад Вялікадня да Пятра,

Ад цёмнай ночкі аж да дня.

Як стане ячмень выплываць,

Кідай, зязюлька, кукаваць.
На Петра кукушка могла подавиться не только колосом, но и творогом (сыром), так как с праздником заканчивался Петровский пост («Петровка»), и можно было разговеться скоромным: «Жджы Пятра — сыр з’ясі!» Вообще с кукушкой в этот день могут происходить метаморфозы: «Да Пятра куе, а пасля Пятра курэй дзярэ» — в соответствии с народными представлениями, кукушка превращается в коршуна. По более раннему или запоздалому относительно дня Петра замолканию кукушки судили о характере последующих времён года: если она будет куковать и после Петра — надо ждать тёплой, солнечной осени, позднего выпадения снега; когда же она замолчит к Петру — будет холодная осень и ранняя зима. Предсказания о погоде и урожае делались и на основании наблюдений за погодой в этот день: «На Пятра дождж — будзе жыта, як хвошч, … сенакос мокры, … на Новы год будзе страшная мяцеліца»; «Калі Пётра з Паўлам плачуць, дык людзі праз тыдзень свету не ўбачаць». Аграрно-магическая семантика праздника Пятра сочеталась со свадебной. По окончании Петровки начинали справлять свадьбы: «К Пятру і дачку адбяру» или «Дзеўка хітра да Пятра», то есть старается понравиться парню, чтобы выйти замуж к Петрову дню.
Преимущественно любовным содержанием были наполнены петровские песни, которые звучали во время этого праздника и тематически продолжали купальские. В восточной Белоруссии на Петра происходил обряд кумления, когда девушки обменивались кольцами, серьгами, платками и в течение года считались кумом. Этот обряд сопровождался приготовлением ритуальных блюд, гуляниями с карагодами, с разжиганием костров и качанием на качелях, гаданиями. Девушки шли в рощу «развивать венки», завитые на Троицу, и, поцелававшись через них, кумились, выбирая себе подругу на год. Во многих поверьях, приметах, пословицах Петров день часто сопоставлялся с Ильиным днём: «Святы Пятро ўкаласіўся, а святая Ілля жыта жала»; «Пётр з каласком, Ілля з калабком»; «На Пятра — крышку хлеба напякла, на Іллю — поўну печ хлеба наллю» (то есть уже полну печь хлеба можно испечь). О том, что лето начало идти на спад, говорит примета: «Пётр-Павел час убавіў, Ілля-прарок — два ўвалок». Приближение осени слышится в пословице «Прыйшоў Пятрок — апаў лісток», которая имеет своё дальнейшее развитие в последующих календарных наблюдениях: «Прыйшоў Ілля — апала два», «Прыйшоў Барыс — асыпаўся ўвесь ліст», «Прыйшоў Спас — скіне ўсіх нас!» и др. Как и на Илью, на Петра кое-где опасались купаться. На Гомельщине утверждали, что в этот день Сож (легендарная река) отбирает 25 человек на жертву Богу. На Вилейщине Петров день считался одним из поминальных дней, когда полагается навестить кладбище.

## Илья (Ілля)

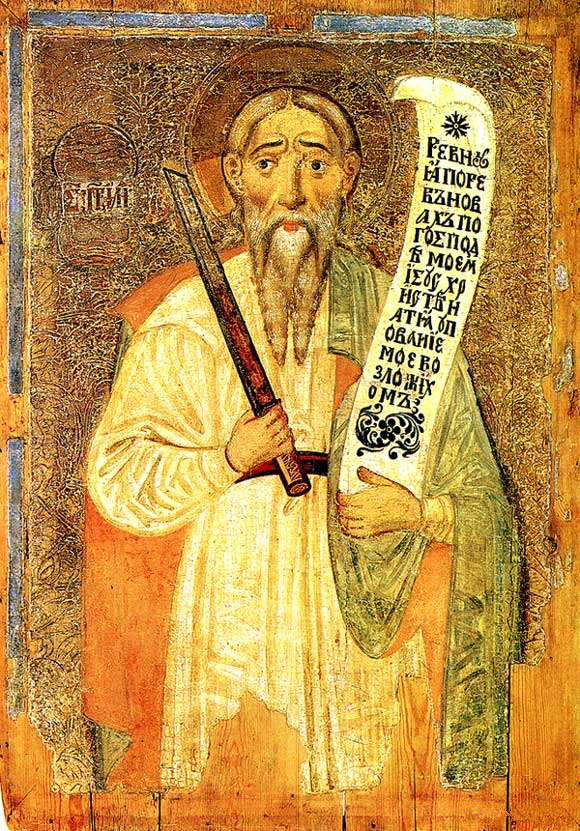
Икона «Святой Илья с мечом». 1668

Илья (Ілля, Галляш) — праздник народного календаря в честь ветхозаветного пророка. Отмечается 20 июля (2 августа). Согласно Священному Писанию, Илья творил чудеса и живым вознёсся на небо. После принятия христианства образ Ильи в народном воображении слился с образом языческого бога Перуна, впитав в себя его черты и функции. В мифологии, древних верованиях и в фольклоре белорусов Илья — распорядитель дождей и гроз, покровитель земледелия, защитник от нечистой силы, но раздосадованный может наслать грозы, град и засуху. Поэтому день Ильи белорусы праздновался повсеместно. В засушливую погоду Илье служили молебны, в качестве жертвы клали яйца в борозды между гряд. Илья, согласно поверьям, ездит по небу в золотой колеснице, и от её колёс раздаётся гром, а от ударов конских копыт получаются молнии. Если всё время лил дождь, говорили, что Илья зажёг одежду и заливает огонь водой из туч, а во время засухи — что Илья сушить одежду после пожара. День Ильи считался окончанием сезона у пчеловодов, так как пчёлы уже не роятся: «Толькі да Іллі паглядай на вуллі». На Илью начинали жать рожь: «Ілля жніво пачынае, а лета канчае». Илья приходит с долгожданным хлебом: «На Іллю поўну печ хлеба наллю», «На Галляша з новых круп каша». В народных пословицах день Ильи представлен как переходный к очередному сезону: «Прыйшоў Ілля, то і лета няма», «На Іллю да абеда лета, а па абедзе восень». Наблюдается начало похолодания, дожди: «Ілля нарабіў гнілля». В природных наблюдениях связывался с праздником Петра: «Прыйшоў Пятрок — апаў лісток, прыйшоў Ілля — апала два»; «Пётр-Павел час убавіў, Ілля-прарок — два ўвалок». После Ильи заканчивали купаться, так как «Ілля ўкінуў у ваду алядня (лёду)».

## Зажинки (Зажынкі)
«Как придут зажинки — нет хлеба ни осьминки». Раньше всего из посаженного крестьянином в поле, поспевало жито. С ним-то и связаны обряды зажинок и дожинок. Обычно зажинки справляли вечером в субботу. Хозяин ставил на хлеб солонку с солью и, накрыв рушником, окроплял освящённой водой. Так хлеб лежал весь завтрашний день. Хозяйка вымывала хату: пол, лавки, окна. Под вечер она одна или с другими женщинами-родственницами, беря хлеб, соль, кусочек сала и громничную свечку, шла в поле. Там она молилась Божией Матери, Миколе-чудотворцу и кланялась ниве: «День добрый, ядрёное жито! Я к тебе пришла!». Нажав серпом первый снопик, ставили его отдельно. Затем, нажав снопов десять, хозяйка с первым снопом шла домой. Там перевязывала его красной ниткой и ставила в красный угол под образа. Зёрна из первого снопа подмешивали потом к семенному житу. Вечером пили водку, празднично ужинали, пели жнивные песни.

## Толока (Талака)
Обычай совместного добровольного труда. Толока — древнее славянское божество, покровительница жатвы и плодородия. Толокой белорусы, сеяли, жали, косили, строили.
Талачу, талачу — не талочыцца,

Не даюць гарэлкі — выпіць хочацца
Празднование в честь Толоки, радостное событие. После того, как дожата последняя делянка и связан последний сноп, делают венок, и толочейки кидают жребий, кому быть Толокой. На Толоку надевают венок, хоровод украшает её цветами, и припевая и танцуя даёт ей в руки дожинковый сноп, укрывая при этом белой шалью. Затем все идут попарно за Толокой в дом хозяина. Хозяин встречает Толоку хлебом-солью, и кланяется ей в пояс. Толока отдаёт хозяину дожинковый сноп, затем хозяин и хозяйка ведут Толоку в дом и сажают в угл, после этого начинается праздничный ужин. После ужина Толока снимает венок и оставляет хозяевам дома, а покрывало остаётся девушке. Девушку бывшую Толокой провожают до дома.

## Дожинки (Дажынкі)
Праздник, называемый также Пе́ршая Прачы́стая, Аспажа́, Вялі́кая Спажа́, Сплённе. Пречистая была настоящим праздником урожая, подводила итог труда крестьянина: «Свята Прачыста — поле ўрачыста». С особым уважением говорили о новом хлебе: «Прачыстая прынясе хлеба чыстага» (Пречистая принесёт хлеба чистого), «Спажа — хлеба дзяжа» (Спажа — хлеба дежа). На Пречистую в церквях освящали новый хлеб, разные овощи, фрукты. Осветив в церкви жито, его перемешивали дома с остальным и откладывали до следующего сева, чтобы новое зерно хорошо росло. На Случчине встречалось такое поверье: если кого донимает на поле осот, его стебли надо связать в букет, освятить, привезти обратно и на поле посадить — он тогда не будет расти. Если кому удавалось до праздника не только успеть убрать злаки, но и начать запахивать, то тому хлеборобу это должно было принести в будущем больший урожай: «Да святка араць — лішнюю капу нажаць» (До праздника вспахать — лишнюю копну нажать). О дыхание осени говорилось: «Прыйшла Прачыстая — зусім паціснула». Сразу после праздника начиналась посев озимых, и хозяин должен быть подготовлен: «Успленне — ці гатова насенне?» На Полесье начинали копать картошку: «Успленне — цягні бульбу за карэнне».

## Яблочный Спас (Яблычны Спас)

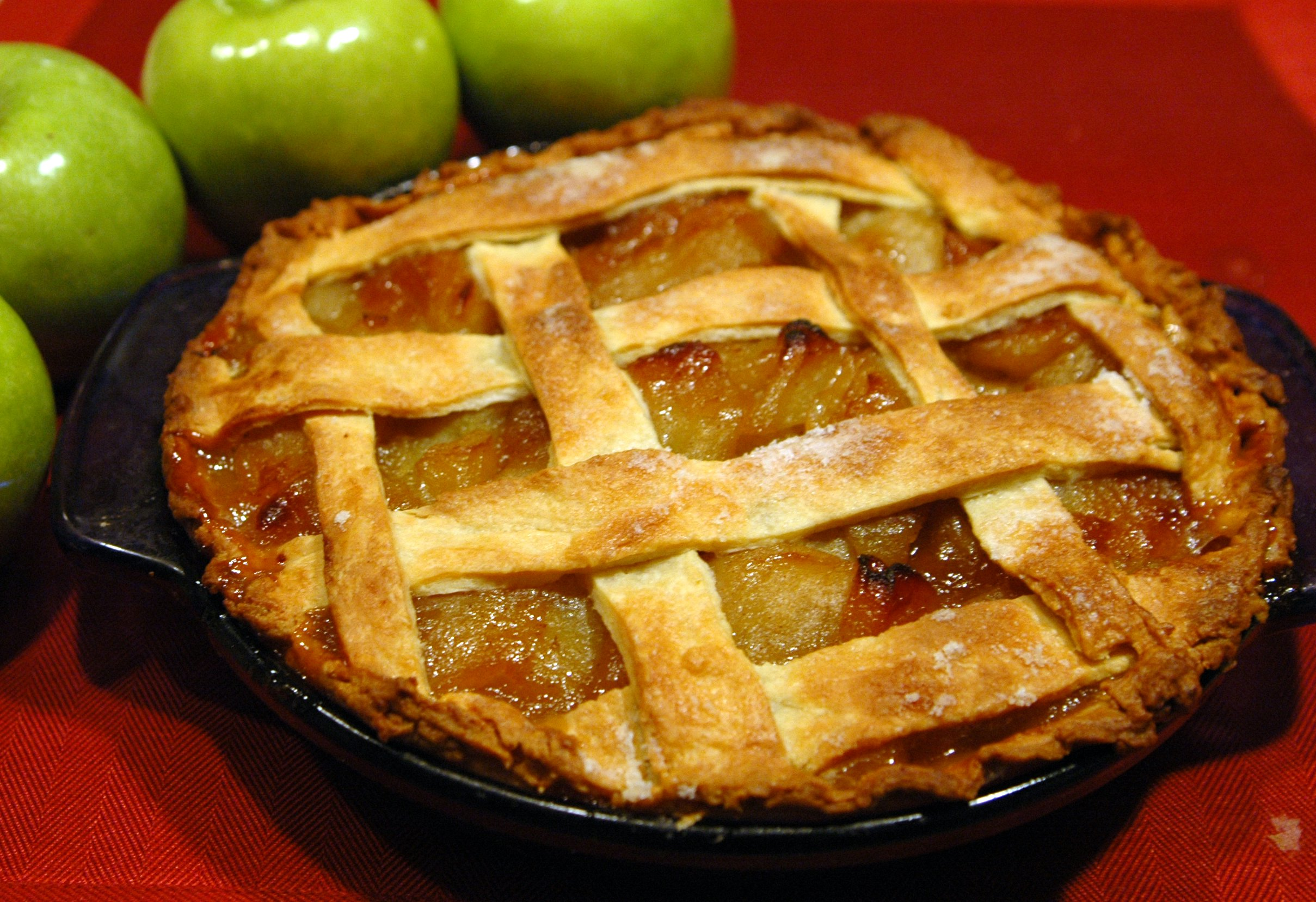
Яблочный пирог

Яблочный Спас, называемый также Спас, Другі Спас, Вялікі Спас, Сярэдні Спас, Іспас, празднуют 6 (19) августа. Христиане отмечают Преображение Господа Бога. В этот день освящают плоды (яблоки, груши, сливы), мёд, и колоски нового урожая. Начиная с этого дня, все можно было употреблять в пищу. После Спаса начинали сеять озимые. В этот день проводился обряд уничтожения клопов. С этим днём связаны пословицы: «Спас — усяму час», «Прыйшоў Спас, каб не было клапоў у вас!», и песня:
Святы Спасік, пільны часік,

Жытцо возіць, Бога просіць:

— Перанясі, Божа, мае жытцо…

Праз гумянцо.

 

А святы Іспас, старэнькі дзядок,

На восень садзіў, жыта малаціў.

 

Святы Іспас

Яблыкі свенціць…

Ен гнаі возіць…

Жыта пасвяшчаіць.

## Покров (Пакровы)
Ко времени этого праздника на Беларуси завершались работы в поле. Иногда начинались заморозки, и пастухи переставали выгонять коров. «Покрова — замычала в хлеве корова». Хозяйки квасили капусту. Начиналась пора свадеб: «Проходит покрова — ревёт девка, как корова». Девушки собирались на вечеринки, ворожили о замужестве: «Матушка Покров, покрой землю и меня, молоду!».
А в тёмном лесу,

Люли-рано, медведь ревёт.

Медведь ревёт,

Люли-рано, девок пугает.

Пугай — не пугай,

Люли-рано, мы не боимся.

Только боимся

Люли-рано, осенней ночки.

Осенняя ночка,

Люли-рано, наша разлука.

Ой, разлучает,

Люли-рано, с таткой и с мамкой.

Ой, прилучает,

Люли-рано, к свекру, к свекровке.

## Деды (Дзяды)

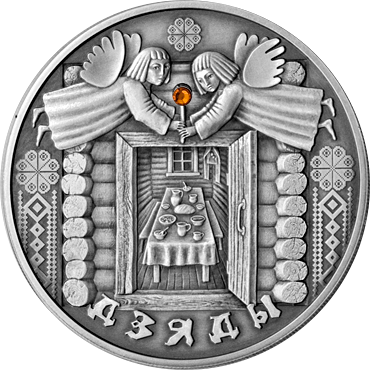
Белорусская монета «Дзяды», 20 рублей

На третью неделю после Покрова дня в субботу перед Змитровым днём (8 ноября) начинаются Дзяды — поминальная родительская суббота — Осенины. Поминали покойных и на Радуницу, и на Сёмуху, но в Осенины, когда вся неотложная работа сделана, поминали родителей широко. В этот день мыли тщательно хату и готовили к ужину множество всякой еды: канун (булка, покрошенная в разбавленную мёдом воду), суп, клёцки, просяная каша, яичница, мясо. Обязательно подавали проходящим нищим. Все это ели с блинами; причём, количество блюд, было нечётным. Нечётное число — число живых. Чётное — мёртвых. Когда мы идём на день рождения, в гости — несём нечётное количество цветов. На похороны, кладбище — чётное. В некоторых местах, например, на Минщине на столе должна быть варёная голова — свиная или куриная. Сходив на кладбище и помолившись о мёртвых, идут домой. Там хозяин, открыв двери и окна, обходит хату кругом и, глядя в сторону кладбища, зовёт предков на ужин. Начиная ужинать, в отдельную миску кладут понемножку от каждой еды — невидимым духам или душам покойников. Зажигают громничную свечу. Попробовать нужно обязательно все блюда, иначе «дзяды» рассердятся. Из-за стола поднимаются все сразу, кто припозднится — скоро умрёт. На столе не убирают, оставляют на ночь, как есть, в уверенности, что ночью придут перекусить их покойные отцы и деды.

## Сорочины (Сарачыны)
Обычай, как и у других славянских народов, поминать покойника на 40-й день после смерти. Родственники и близкие умершего устраивают поминки (жалобны стол). По народному поверью, в это время душа покойника навещает родной дом, поэтому дом украшали рушниками, за окно выставляли хлеб-соль и чашку с водой.

## Родины (Радзіны)
Это семейно-бытовой праздник после рождения ребёнка, сопровождавшийся родинными песнями, чествованием бабки — женщины, обычно немолодой, которая купала ребёнка первый раз после родов.
«В современном родинном обряде сохранились такие традиционные элементы, как отведки новорожденного, институт кумовьев и др.» .

## Белорусская свадьба (Вяселле)

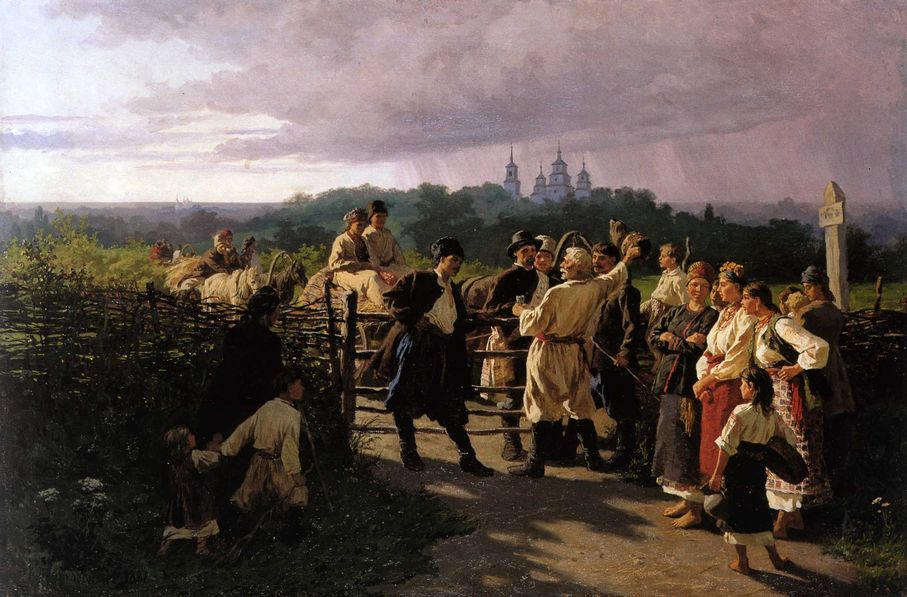
К. Трутовский. Свадебный выкуп. 1881

Обычным возрастом вступления в брак были 18-27 лет.
Обычай белорусской народной свадьбы имеет много общего с традициями других славянских народов; она проходила в три этапа: предсвадебный, свадебный и послесвадебный. Каждый этап включал комплекс обрядов общеславянского или регионального значения.
Всё начиналось со сватовства (свацьбы). Сваты и родители жениха, входя в дом девушки, выражались иносказательно: «Вот вам хлеб-соль и гарэлку, а нам отдайте красную девку» или «У нас голубок, а у вас голубка, и мы хочем судьбы их соединить». Имел место выкуп невесты без участия жениха. Если родители соглашались, то вызывали дочь и спрашивали о согласии. До начала колхозного строительства мнение молодых редко спрашивали.
Если сватовство оказывалось удачным, то тем же вечером собирались «на заручение», приглашая жениха и его крёстных. Жениха и невесту сажали рядом, они обменивались подарками (полушалок для неё и поясок / шарф для него). Жених мог отказаться от брака, а девушку отец уговаривал. Отцы молодых жали руки, а крёстные их разбивали. Если после заручин одна из сторон отказывалась от брака, она должна была покрыть расходы.
Спустя одну-две недели после сватовства следовали смотрины: родители невесты осматривали хату и хозяйство родителей жениха, ибо туда после замужества отправится дочь. Невеста осматривала хозяйство жениха с целью подготовить женские рукоделия.
После заручин следовала суборная суббота (девичник). Девичник устраивали у невесты накануне свадьбы: приходили её подруги, родня. Невесту наряжали, заплетали ей косу, плели венки и пели песни. В Полесье к суборной субботе приурочивали обряд завивания свадебного деревца: берёзовую, вишнёвую или еловую ветку — символ девичества — украшали цветами.
В свадебной обрядности сибирских белорусов, как и у русских, большое значение придавалось предсвадебным обрядам «мытья в бане», в чём помогала крёстная невесты.

Далее ещё один из этапов свадебного действа — посад, во время которого жениха и невесту сажали на дежу (квашопку), покрытую кожухом (символ достатка), невесте прижигали волосы свечой.

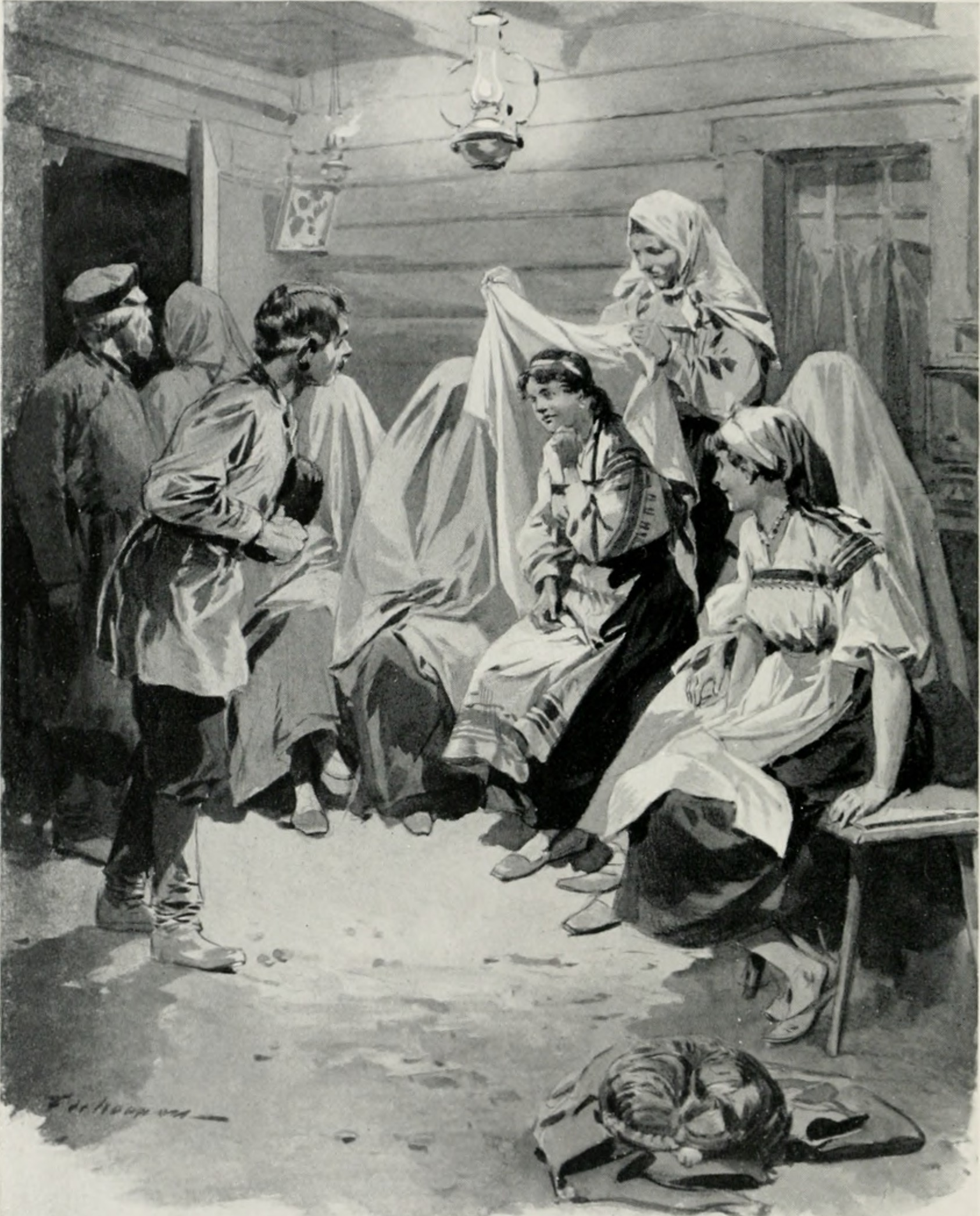
Фредерик де Ханен. Угадывание невесты (ок. 1913)

К венцу ехали на «подводах» в первой половине дня, ближе к обеду. К невесте приезжали к двум часам. Она садилась за стол между братом и подневестницей (главной подругой). Родственники невесты изображали преграды, за которые требовали «выкупы» в виде конфет, денег или водки. При входе в дом родители невесты пели корильные песни жениху, который забирает их дочь. Сразу за стол не садились — требовалось заплатить и за него, припевая корильные песни родителям жениха, чтобы их расщедрить. Невесту с подружками закрывали покрывалом и предлагали жениху испытание: найти невесту. Считалось, если он любит суженую, то безошибочно её определит. Последним требовал выкупа брат невесты за её косу, грозясь оную отрезать. Получив деньги, брат уступал место рядом с невестой жениху. Начинался праздничный обед в доме невесты, делёж каравая и одаривание молодых.
Отъезд к венцу сопровождался расплетением косы невесты, причитаниями подружек и невесты о закончившейся вольной, девичьей жизни. Невесту и жениха провожали в церковь, благословляя иконами: родители жениха держали икону Св. Георгия Победоносца, а невесты — Богородицы. После венчания невесту на некоторое время оставляли гулять свадьбу в доме родителей.
После всего этого свадебный поезд со сватами и дружками отправлялся в дом жениха. Там родители жениха встречают невестку с иконами, исполняются песни о предстоящей жизни в новом доме. Продолжался застольный пир. Свадебные чины — кубельники — привозили в кубле или сундуке приданое невесты. Празднование свадьбы сопровождалось величанием молодых, песнями, драматизированными сценками, танцами, шутками.
Кульминационным обрядом свадьбы было вождение новобрачных «в амбар». Роль дружки заключалась в передаче опыта молодому жениху. Утром крёстная поднимала молодых и проверяла «честность» невесты. Свадьба кончалась обрядом «сладкой водки» — восславлением молодой, сберегшей девичью честь. Устраивая застолье, в честь молодой подслащали водку мёдом, славили невестину родню. В случае отсутствия доказательств невинности родителям невесты приходилось сносить насмешки (надевать хомуты, есть прокусанные блины).

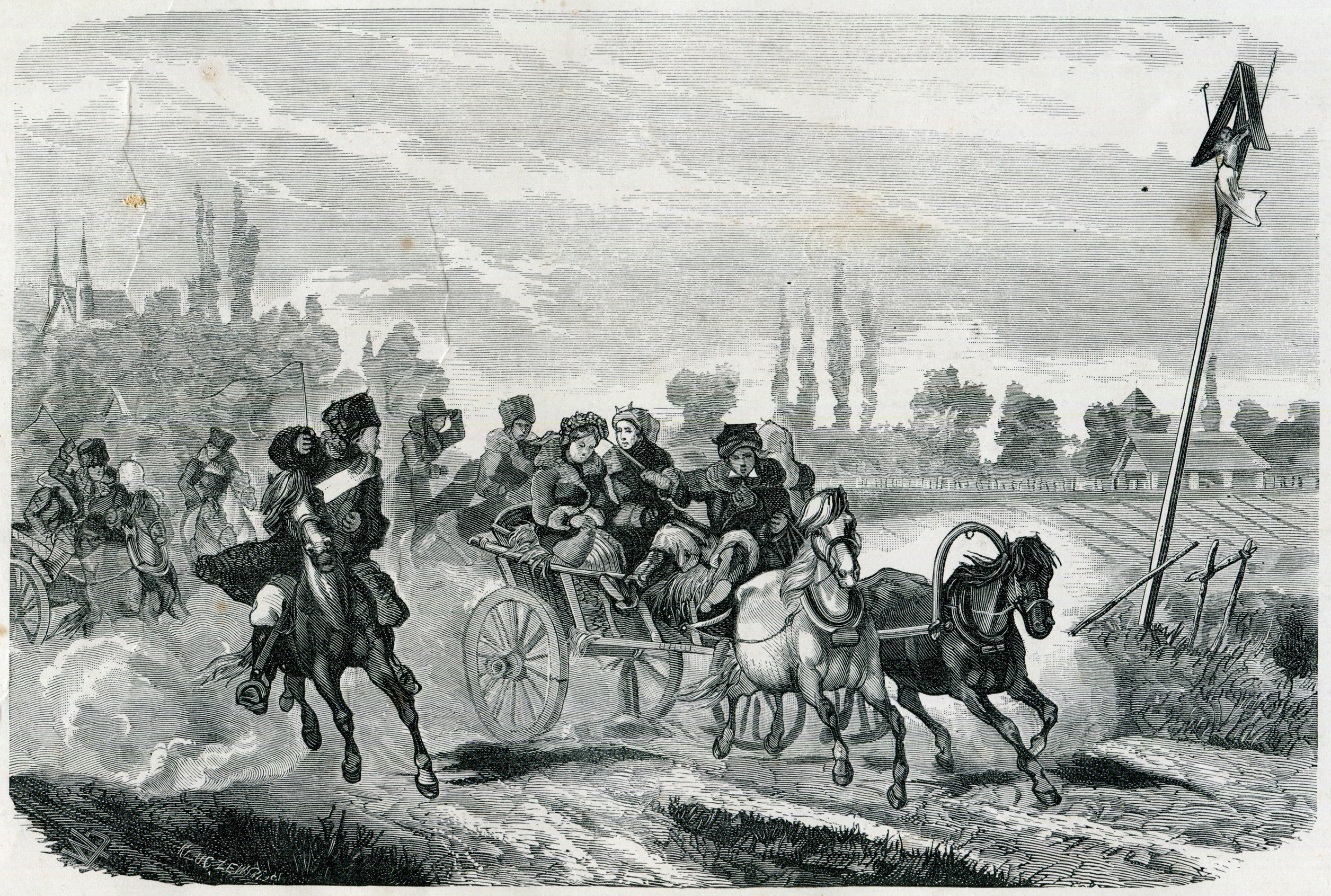
Возвращение со свадьбы. 1882

Начало новой жизни знаменовало приготовление невестой каравая. На второй день, после установления факта целомудрия невесты, устраивали «перезов», который в Белоруссии разнообразен и не имеет однозначной трактовки. Молодые навещали крёстных, одаривались подарками утвари или рукоделия. Крупные подарки в виде мелкого скота и птицы делались родителями. Второй день также мог включать ритуальные бесчинства по отношению к свекрови. Её вещи рвались, а затем давались новые взамен. На второй-третий день воровали кур. Заканчивая свадьбу, сваты прощались и исполняли соответствующую песню.
Некоторые элементы традиционной белорусской свадьбы бытуют и сейчас в деревне.

### Свадебные обычаи белорусов католического вероисповедания
Свадебные обычаи белорусов католического вероисповедания отличались незначительно. Сватать ходили с крёстными, также проводились заручины, но без выкупа невесты. Просватанной девушке меняли причёску: укладывали две косы на голове крест-накрест и повязывали платок. К венцу невеста также ехала с двумя косами и в фате. Подходящим временем для свадеб, как и у русских и у украинцев, считалось окончание уборочной страды, мясоед, накануне Масленицы. После венца жених и невеста сперва разъезжались по отчим домам, а вечером жених с гостями ехал за невестой. Невесту усаживали на корыто-дзежу (где замешивают хлеб), снимали фату и надевали венок. Место молодых за столом застилали шубой. Массовые свадебные гуляния продолжались три дня. Традиционная народная культура у белорусов-католиков в Западной Белоруссии постепенно исчезла к 1920—1930-м годам, отчего фольклорная составляющая бедна: молодёжь вместо белорусских песен пела на вечеринках польские, выученные в школе. Материалы экспедиций 1990—2000-х годов показали, что культура белорусов-католиков более подвержена процессам модернизации.